# ابن رشد
محمد بن احمد بن رشد اندلسی (به عربی: أبو الولید محمد بن أحمد بن رشد) یا ابن رشد (زادهٔ ۱۱۲۶ در قرطبه (کوردوبای کنونی)، اندلس (اسپانیا) – درگذشتهٔ ۱۰ دسامبر ۱۱۹۸ در مراکش، مراکش) همه‌چیزدان و فیلسوف نامدار اسپانیایی و مسلمان بود. در اکثر زبان‌های غربی او را با نام «اورئوس» (Averroes) می‌شناسند که به نوعی همان تلفّظ «ابن رشد» است.
ابن رشد بخاطر عقایدش در اواخر عمر، به دستور خلیفه اسلامی، از دارالخلافه به روستائی در نزدیکی قرطبه تبعید شد و کتابهایش را نیز سوزاندند. او مدتی بعد در اثر بیماری و ناراحتی‌های ناشی از تبعید و تحقیر درگذشت.

## کنیه و لقب
کنیه وی ابوا‍لولید است و معمولاً برای تمییز او از جدش که همچون وی محمدبن احمد نام دارد از لقب «حفید» (نواده) استفاده می‌شود.

## تحصیلات
نخستین آموزش‌های ابن رشد در زمینه فقه مالکی است. او نزد پدرش الموطأ مالک را آموخت. سپس تحصیلاتش را در رشته‌های کلام و حقوق و پزشکی ادامه داد و مدّت‌ها نیز در شهرهای «اشبیلیه» (سویل کنونی) و «قرطبه» به کار قضاوت اشتغال داشت. او به بقای ماده و وجود یک حقیقت ابدی با خدا معتقد بود و متذکر شد که گاهی فلسفه با دین ناسازگاری تام دارد و از این جهت دیدگاه‌های دوگانه‌ای اظهار داشته است.
وی در جوانی با کمک عبدالمؤمن علی، مدتی به ستاره‌شناسی پرداخت و بنا به گفته خود، قصد داشته تا دانش ستاره‌شناسی را که بر هیئت بطلمیوسی و ریاضیات مربوط به آن تکیه داشته را متحول سازد و بر اساس «اصول طبیعی» که در میان قدمای یونان مرسوم بود، آن را نظم و نسق دهد.

## کیش و آیین
او از مسلمانان سنی مالکی بود و در زمان زندگیش کلیسا آثار او را محکوم می‌دانست.

## عقاید و اندیشه‌ها
ماجد فخری، که کتاب معروف وی دربارهٔ ابن رشد یکی از بهترین تک نگاریها در زبان عربی است، دیدگاه‌های ابن رشد را به ترتیب زیر بیان کرده است:
شریعت و فلسفه (جایگاه عقل در ایمان)، اختیار و تقدیر، حدوث موجودات، اسباب نهایی موجودات، مبدأ اول و جواهر مفارق، ازلی بودن عالم، خلق یا ابداع، خدا و صفات او، نفس و قوای آن، اخلاق و سیاست.
عبدالرحمن بدوی در بیان دیدگاه‌های ابن رشد پس از توضیح رابطه عقل و نقل از دیدگاه ابن رشد، دربارهٔ قدم عالم، علم خداوند به جزئیات، انکار معاد جسمانی، براهین اثبات وجود خداوند، نقد نظریه فیض و بالاخره سیاست سخن گفته است.
اولیور لیمن نیز در شرح عقاید وی به مسئله خدا، روح (معاد جسمانی) و تفکر سیاسی و اخلاقی وی بسنده کرده است.

## فلسفه ابن رشد
فلسفهٔ او را در غرب «اوروئسیسم» می‌نامند که می‌تواند به «ابن رشدگرایی» یا «مکتب ابن رشد» ترجمه شود. او تلاش داشت فلسفه ارسطویی را با اسلام تطبیق دهد. او برخلاف اسلام و همانند بودایی‌گری به ابدی‌بودن روح معتقد نبود.
ابن رشد در کتاب فصل المقال، درصدد اثبات این مطلب است که شرع نه تنها آموختن از منطق و فلسفه را منع نکرده، بلکه در قرآن کریم بر آن توصیه و سفارش نیز شده است. وی برای اثبات مدعای خود تعریف خاصی از فلسفه ارائه می‌دهد و چنین استدلال می‌کند:
اگر وظیفه فلسفه چیزی بیش از نگریستن و نظر کردن در موجودات و بررسی آنها از جهت راهنمایی و دلالتی که بر صانع دارند، یعنی ملاحظه مصنوع بودن آنها، نیست و اگر هرچه معرفت آدمی به مصنوعات بیشتر باشد معرفت او به صانع کامل تر است و با توجه به اینکه شریعت ما را به ملاحظه و بررسی مصنوعات ترغیب کرده است، پس آنچه فلسفه بر آن دلالت دارد یا واجب شرعی است یا مستحب و ستوده.

## نظریه قدم عالم
ابن رشد در بحث مربوط به حدوث یا قدم عالم، قائل به حدوث عالم می‌باشد؛ و در توجیه ادعای خود به دسته‌بندی موجودات می‌پردازد و می‌گوید وجود موجودی که افزون بر سبب فاعلی، ماده و مدت دارد و از این روی پیش از آن زمانی بوده است (مانند اجسام محسوس) مورد قبول فیلسوف و متکلم است. این نوع موجودات که معمولاً مُدرَک به حس اند بالاتفاق حادث نامیده می‌شوند. نیز وجود موجودی که نه سبب فاعلی دارد و نه ماده و مدت، یعنی خداوندعالم، بالاتفاق مورد تأیید است و در تسمیه آن به قدیم نیز اختلافی نیست؛ اما دربارهٔ وجود موجودی که سبب فاعلی دارد (عن شیءٍ است) اما سبب مادی ندارد (من شیءٍ نیست) و از این روی زمانی هم بر آن مقدّم نیست -مانند کل عالم - چه باید گفت؟
به نظر ابن رشد متکلمان هرچند به صراحت چنین موجودی را نمی‌پذیرند لازمه رأی آنان دربارهٔ متناهی بودن زمان در گذشته برخلاف زمان در آینده، پذیرش چنین موجودی است. بدین ترتیب در اصل وجود موجودی که عن شیءٍ است اما زمانی سابق بر آن وجود ندارد اختلافی نیست. اختلاف در نام گذاری این موجود است که فیلسوفان با توجه به عدم سبق زمان بر آن، آن را قدیم می‌نامند و متکلمان با توجه به ویژگی معلولی و عن شیءٍ بودن آن، آن را حادث می‌خوانند.

## آثار فقهی
«کتاب فصل المقال فی‌مابین الحکمة و الشریعة من الاتصال» کتاب مشهور اوست که با نگاهی متفاوت به قرآن نگاه می‌کند و از سوی بعضی از عالمان سنی مذهب به عنوان کتابی کفرآمیز اعلام شده است.
ابن رشد بزرگ‌ترین کسی است که در زمینه سازگاری مکتب تهافت (غزالی) با مکتب مشاء (فاراب و ابن سینا) گام برداشت. او بزرگ‌ترین فیلسوف بلامنازع اهل سنت است. از فلسفه ارسطو سیراب شده و هرگز از دایره نگرش اسلامی بیرون نرفته است. هر کجا ابن‌سینا و فارابی کوتاهی کرده باشند، آنان را مورد انتقاد قرار می‌دهد، و هرگاه غزالی محق باشد حق را به او می‌دهد، همچنین وقتی خطا کرده یا عمداً از راه صواب منحرف شده باشد، او را استهزاء کرده و متهم به سفسطه می‌کند.
کتاب مناهج الأدلة
کتاب بدایة المجتهد و نهایة المقتصد

## آثار فلسفی
1. تهافت التهافت در ردّ تهافة الفلاسفه غزالی. کلمه تهافت به معنای نقض استدلال و ارائه ناپیوستگی یا تناقض اجزاء دلیل بکار می‌رود. هدف ابن رشد از نگارش این کتاب ردّ مجادلات غزالی است. وی در کتاب تهافت التهافت به غزالی و ابن سینا ایراد می‌گیرد که فلسفه ارسطو را ناقص فهمیده‌اند. این کتاب در اصل به زبان عربی است و به زبانهای لاتین، فارسی، عبری و انگلیسی ترجمه شده است. این کتاب را حسن فتحی و علی اصغر حلبی به فارسی ترجمه کرده‌اند.
2. رساله فی ترکیب الاجرام. این کتاب مجموعه رسائلی است که در زمانهای مختلف نوشته شده و به دو زبان عبری و لاتین منتشر شده است.
3. کتابان فی الاتصال. مشتمل بر دو کتاب است که به زبان لاتین و عبری نوشته شده است.
4. اربعة کتب فی مسألة هل العقل المادّی یمکنه ادراک الصور المنفصله. این کتاب به زبان لاتین است.
5. شرح کلام ابن باجه فی اتصّال العقل المنفصل بالانسان. این کتاب در کتابخانه مشکوة-شماره ۲۷ (صفحه ۵۶) اسکوریال است.
6. کتاب الکون.
7. فی مقولات الشرطیّه.
8. الضروری فی المنطق.
9. مختصر المنطق.
10. مقدمة الفلسفه فی اثنی عشر رسالة.
11. شرح جمهوریّة افلاطون.
12. شرح فارابی و ارسطو فی المنطق.
13. شروح علی الفارابی فی مختلف المسائل.
14. نقد الفارابی فی التحلیلات الثانی لارسطو.
15. ردّ علی ابن سینا فی تقسیم المخلوقات و قوله اتها ممکنه مطلقاً و ممکنه بذاتها و لازمة بما هو خارج عنها و لازمة بذاتها.
16. شرح وسط لما بعد الطبیعة عن ترجمة نیقولا الدمشقی.
17. فی علم اللّه بالجزئیات.
18. فی علم اللّه بالجزئیات.
19. البحث فیما ورد فی کتاب الشفاء ماوراءالطبیعه.
20. فی وجود المادّة الاولی.
21. فی الزمان.
22. فی العقل و المعقول.
23. مسائل فی الفلسفه.
24. شرح الفردوسی فی العقل.
25. اسئلة و اجوبة فی النفس.
26. اسئلة و اجوبة فی علم النفس.
27. السماء و الدنیا.

فهرست بالا را محمّد لطفی جمعه براساس تحقیق و استدلال تهیه کرده است. به نظر وی ابن رشد غیر از این کتب اثر دیگری ندارد و اگر کسی مدعی خلاف این مطلب باشد باید اقامه دلیل کند.
ب:آثار فقهی
۱-فصل المقال (منتشر شده است). مشکوة-شماره ۲۷ (صفحه ۵۷)
1. ملخص فصل المقال
2. التقریب بین المشّائین و المتکلّمین.
3. الکشف عن مناهج الادلة.
4. شرح کتاب الایمان (امام المهدی ابی عبدالله محمّد بن تومرت شیخ الموحدیّن).
5. هدایة المجتهد و نهایة المقصد.
6. مختصر المستصفی فی اصول الفقه.
7. کتاب فی التنبیه الی اغلاط المتون.
8. الدعاوی (در سه جلد)
9. دروس فی الفقه العربی (کتابخانه اسکوریال).
10. کتاب فی الذبیحه.
11. کتاب الخراج.
12. الکّسب الحرام.

علاوه براین کتابها، ابن رشد چهار کتاب در فلکیّات (هیئت) و دو کتاب در نحو و بیست کتاب در طب تألیف کرده است. تاریخ فلسفه اسلامی ص۱۶۸

## تأثیرات پس از مرگ

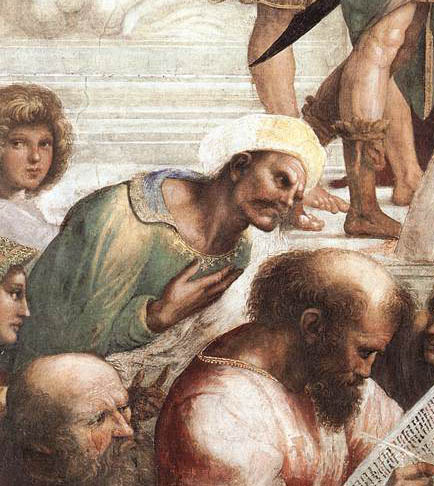
فرسک مدرسه آتن اثر رافائل، بخشی از اثر که ابن رشد در آن حضور دارد

- راجر بیکن آثار ابن رشد را در دانشگاه آکسفورد تدریس می‌کرد.
- مایکل اسکات پاره ای از آثار ابن رشد را از عربی به لاتین و انگلیسی برگرداند از جمله شرحهای ابن رشد بر پاره ای آثار ارسطو مثل: السماء، العالم، کتاب‌النفس و مابعدالطبیعة
- مجسمه‌هایی از ابن رشد هنوز در کوردوبا (قرطبه)، اسپانیا قرار دارد.
- رافائل، نقاش شهیر ایتالیایی، تصویرش را در یکی از نقاشی‌هایش آورده است.
- دانته در کتاب معروف خود، «کمدی الهی»، به او اشاره می‌کند.
- خورخه لوئیس بورخس داستان کوتاهی با نام «جستجوی ابن رشد» نوشته است که در مورد جستجوی او برای کشف معانی تراژدی و کمدی است.
- جیمز جویس در کتاب مشهور خود، اولیس، مختصراً به او اشاره می‌کند.
- او شخصیت اصلی فیلم «سرنوشت» به کارگردانی یوسف شاهین است.
- سیارکی در آسمان به نام او «۸۳۱۸ ابن رشد» نام‌گذاری شده است.
- گودالی به قطر ۳۳ کیلومتر روی ماه به‌نام او نام‌گذاری شده است.